# Carlos Armanini
Carlos Conrado Segundo Armanini (Tilcara, 5 de noviembre de 1918-Buenos Aires, 29 de julio de 2015) fue un aviador militar argentino, perteneciente a la Fuerza Aérea Argentina. Alcanzó la máxima jerarquía del escalafón aeronáutico y se desempeñó titular de dicha fuerza armada desde el 11 de diciembre de 1962 hasta el 27 de mayo de 1966.
Fue gobernador de la Provincia de Mendoza durante abril y junio de 1962.

## Familia
Carlos Conrado Segundo Armanini nació el 5 de noviembre de 1918, sus progenitores fueron Conrado Armanini y Emilia Mingo Aranda. Cursó sus estudios primarios y secundarios en el Colegio Nacional «Teodoro Sánchez de Bustamante». Estaba casado con Olga Nelly Forbes Bonzón. Tuvo tres hijos: Carlos Conrado, Cristina y Ana Maria.

## Carrera
Terminados los estudios antes mencionados, ingresó en 1936 al Colegio Militar de la Nación, y optó por seguir la rama de aviación militar, por lo que fue enviado a la Escuela de Aviación Militar, que dependió hasta 1945 del Ejército Argentino. Egresó como subteniente de aviación del Ejército en 1939, y, en 1945, fue transferido a la recientemente creada Fuerza Aérea Argentina.

### Destinos relevantes
Entre los destinos militares de mayor trascendencia de su carrera como oficial aeronáutico se destacó su paso por la Agregaduría Aeronáutica en la Embajada Argentina en Italia entre 1960 y 1961.
Luego del golpe de Estado del 29 de marzo de 1962 que depuso al presidente Arturo Frondizi, el por entonces brigadier mayor Carlos Armanini fue nombrado interventor de la Provincia de Mendoza en lugar de Francisco Gabrielli el 26 de abril de 1962. Fue reemplazado el 11 de junio de ese cargo por Joaquín Guevara Civit.

### Comandante en Jefe de la Fuerza Aérea Argentina

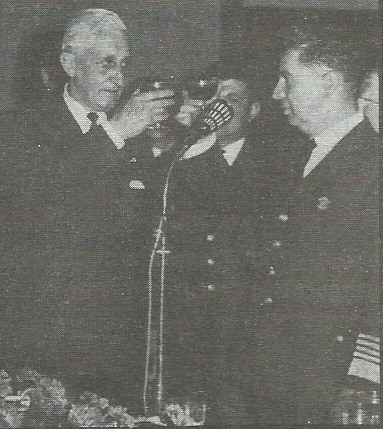
Compartiendo un brindis con el presidente Arturo Illia, en un acto por el Día de la Fuerza Aérea Argentina de 1965.

El 11 de diciembre de 1962, luego de una crisis en los altos mandos de la Fuerza Aérea Argentina que finalizó en el relevo del comandante en jefe de la Fuerza Aérea, brigadier general Cayo Antonio Alsina, fue designado como nuevo titular el brigadier mayor Carlos Segundo Conrado Armanini, quien fue promovido al máximo grado del escalafón aeronáutico.
Luego de que se restableciera el orden democrático en la Argentina con la asunción de Arturo Umberto Illia al cargo de presidente de la Nación Argentina, el brigadier general Carlos Conrado Armanini comenzó a ser mirado con sospecha desde el poder civil. 

### Retiro
Finalmente pasó a retiro y el cargo de comandante en jefe de la Fuerza Aérea quedó en manos del entonces brigadier mayor Adolfo Teodoro Álvarez el 27 de mayo de 1966, quien 31 después formaría parte, junto al teniente general Pascual Ángel Pistarini y el almirante Benigno Ignacio Marcelino Varela, de la Junta Revolucionaria que mediante un golpe de Estado destituyó al presidente Arturo Umberto Illia, dando comienzo al régimen militar autodenominado «Revolución Argentina».

#### Homenaje
Con motivo de su cumpleaños número 91, el brigadier general (R) Carlos Armanini fue homenajeado por el Círculo de la Fuerza Aérea. En dicha ceremonia, el comodoro mayor (R) Gustavo Raúl Minuett le entregó una placa conmemorativa a Armanini, el miembro de mayor edad perteneciente a dicho Círculo de aviadores militares.

#### Deceso
Falleció en la ciudad de Buenos Aires el 29 de julio de 2015, a los noventa y seis años de edad.